# Seizmologija
Seizmologíja ali potresoslôvje je veda o potresih in spada med geološke vede. Beseda izhaja iz grščine: seismós = potres in logos = beseda, znanje. V okvir seizmologije sodi tudi proučevanje vzrokov potresov, kot so premikanje tektonskih plošč, izbruhi vulkanov ali trki meteorjev z Zemljo. Seizmologija se ukvarja tudi s tolmačenjem valovanj, ki jih povzročajo potresi. Paleoseizmologija je področje seizmologije, ki se ukvarja z davno zgodovino potresnih pojavov.
Proučevanje potresnega valovanja omogoča spoznavanje ustroja notranjosti Zemlje. Valovanje je dveh vrst: longitudinalno valovanje oziroma tlačno valovanje in transverzalno valovanje oziroma strižno valovanje. Strižni valovi so možni samo v trdni snovi, v zemeljski skorji (glej Zemlja, tlačni valovi (podobni zvočnim valovom) pa se lahko gibljejo tudi skozi tekoče plasti Zemljine notranjosti. Pri močnih potresih nastanejo valovi, ki lahko večkrat obkrožijo Zemljo.